# Modista
Il modista è un operatore del commercio dell'abbigliamento, che confeziona o vende cappelli e altri tipi di accessori di abbigliamento femminili.
Il termine, adattato dal francese modiste derivato da mode (moda), serve a distinguere questa attività (nella quale si applicano i dettami della voga direttamente alla produzione) dall'attività dello stilista – nella quale l'operatore lavora alla creazione di nuovi stili.